# HMS Arethusa (1849)
Pour les autres navires du même nom, voir HMS Arethusa.
Le HMS Arethusa est une frégate un navire de 4e rang de la Royal Navy.

## Construction
Le HMS Arethusa est commandé en 1844 au Pembroke Dockyard comme une reproduction de la frégate HMS Constance.

## Histoire
L’Arethusa sert pendant la guerre de Crimée. Le 29 octobre 1853, il s'échoue dans les Dardanelles et est renfloué le lendemain après que ses armes sont retirées pour l'alléger. L’Arethusa participe aux batailles d'Odessa et de Sébastopol. Au moment de la bataille en 1854, il est commandé par William Robert Mends et est le dernier grand navire de la Royal Navy à s'engager uniquement à la voile.
Du 23 avril 1860 au 9 août 1861, l’Arethusa est allongé et converti pour une propulsion à hélice au Chatham Dockyard, avec un moteur à vapeur fabriqué par John Penn and Sons.
Une fois mis hors service, en 1874, les moteurs du navire sont retirés et il est prêté par l'Amirauté à l'organisme de bienfaisance qui s'appellera Shaftesbury Homes and Arethusa. Shaftesbury Homes fournit un refuge et enseigne des compétences maritimes à de jeunes garçons démunis à Londres et les forme à une carrière dans la Royal Navy ou la marine marchande. Conservant le nom d’Arethusa, il est amarré à côté du premier navire-école HMS Chichester à Greenhithe.
En 1933, la frégate en bois n'est plus viable et est remplacée par le navire à coque en acier Peking, qui est amarré à Upnor et rebaptisé Arethusa II. La frégate retourne à l'Amirauté, est vendue à Castle's Shipbreakers le 2 août 1933 et démolie à Charlton (Londres) l'année suivante. La figure de proue de la frégate, sculptée à l'origine par la famille Hellyer, est conservée par l'école et exposée à terre à Upnor, où elle demeure après sa restauration en 2013.